# Sturmgeist
Sturmgeist est un groupe de metal avant-gardiste norvégien, originaire d'Oslo. Il est formé par Cornelius Jakhelln en 2002, et plus tard délocalisé à Berlin, en Allemagne. Le style musical du groupe est un mélange de musique expérimentale, de black et de thrash metal accompagné de paroles en anglais, norvégien et allemand traitant du folklore germanique, de la guerre, et de la poésie.

## Biographie
Sturmgeist est formé en 2002 par Cornelius Jakhelln à Oslo. Le nom du groupe signifie littéralement « esprit de la tempête » en allemand, inspiré du poème Sturm und Drang de Johann Wolfgang von Goethe.
Le 24 janvier 2005, Sturmgeist publie son premier album studio intitulé Meister Mephisto au label Season of Mist,. En soutien à l'album, Cornelius requiert l'aide d'autres musiciens comme Asgeir Mickelson de Borknagar et Spiral Architect, pour une tournée européenne. Le groupe joue six dates en France, Belgique, Angleterre et en Écosse avec le groupe Carpathian Forest. Vers ces années, le groupe se délocalise à Berlin, en Allemagne. Après la tournée, le groupe publie un deuxième album, intitulé Über, le 16 octobre 2006 chez Season of Mist en Europe, et le 17 octobre en Amérique du Nord. L'album est masterisé en avril 2006. En octobre 2006, ils lancent leur page MySpace et y postent trois nouvelles chansons : Bloodaxe, Rock Me Amadeus, et Master Hunter.
Le 7 novembre 2007, Sturmgeist reçoit l'appel d'un journaliste qui leur explique qu'un jeune finnois utilisant le pseudonyme Sturmgeist89 sur YouTube avoir tué huit personnes dans son lycée à Jokela, avant de se suicider avec son arme. À partir de ce moment, Sturmgeist hésite à abandonner la musique, mais, finalement, ne faillit pas. Dans un communiqué, le groupe explique que Sturmgeist est également un personnage des jeux vidéo Medal of Honor, et qu'il est impossible de déterminer d'où il tire son pseudonyme.
Après trois ans d'absence, Sturmgeist publie son nouvel album, Manifesto Futurista, en 2009, qui parle de haine et de vengeance. Dans cet album, le groupe emprunte l'imagerie extrême du black metal norvégien et évolue au-delà du style éclectique black, thrash et metal industriel contrairement aux deux précédents albums. En 2012, le groupe enregistre une démo, Walpurgisnacht, et ne donne plus signe de vie.

## Membres

### Membres actuels
- Cornelius - chant, guitare, basse, claviers, samples
- John « Panzer » Jacobsen - guitare
- Anti Christian - batterie

### Membres de session
- Henrik Strømme aka Sturmrik Wilde - guitare (pour la tournée 2005)
- Asgeir Mickelson - batterie (pour la tournée 2005)

## Discographie

### Démo
- 2012 : Walpurgisnacht